# Nazr Mohammed
Nazr Mohammed (Chicago, 5 de setembro de 1977) é um jogador de basquete norte-americano. Ele foi campeão da Temporada da NBA de 2004-05 jogando pelo San Antonio Spurs.